# Colonisation de Callisto

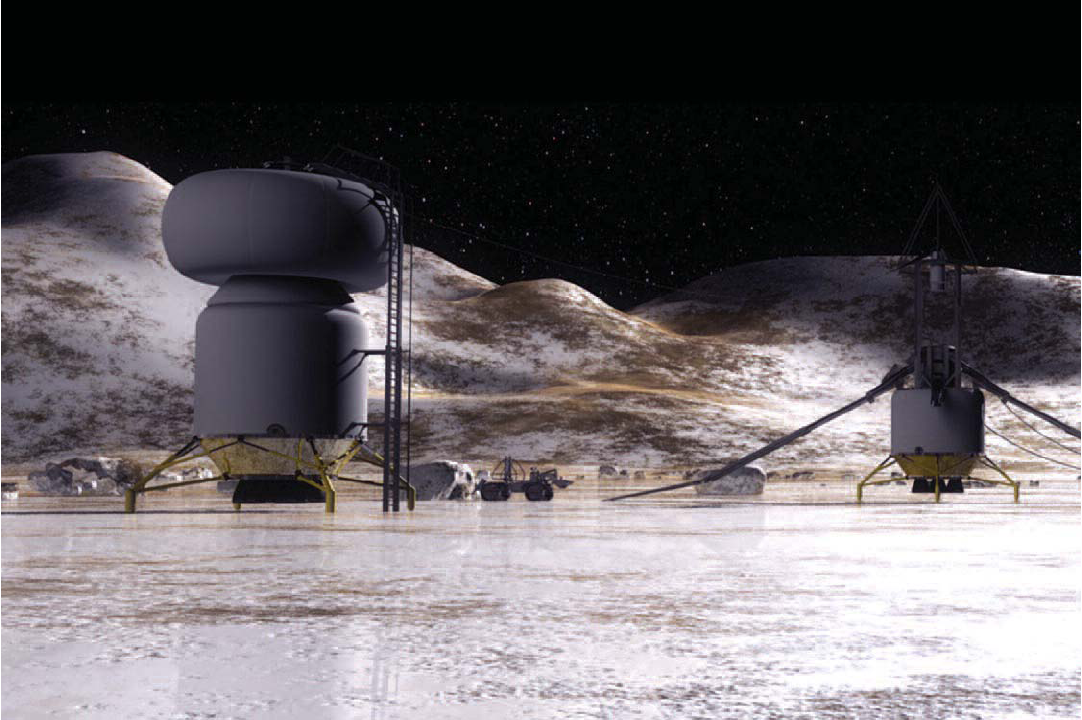
Vue d'artiste d'une base sur Callisto, dessinée par la NASA.

La colonisation de Callisto fait référence à la possibilité d'une présence humaine permanente sur la surface de cette lune.
En 2003, la NASA effectua une étude théorique appelée "Human Outer Planets Exploration" (HOPE - Exploration humaine des planètes externes) concernant l'exploration humaine du système solaire externe.
L'étude s'est plus particulièrement intéressée à Callisto, une lune de Jupiter. Le plan prévoyait la construction d'une base à la surface de Callisto qui produirait du combustible afin de mener l'exploration ultérieure du reste du système solaire. Le choix s'est porté sur Callisto pour deux raisons : la première est sa faible exposition à la ceinture de radiations de Jupiter et la seconde sa stabilité géologique. Une base y permettrait d'explorer par la suite Europe et pourrait servir de station de ravitaillement jovienne pour des vaisseaux allant explorer les régions plus externes du système solaire. Ces vaisseaux effectueraient un fly-by à faible altitude de Jupiter après avoir quitté Callisto afin d'utiliser l'assistance gravitationnelle de cette planète pour se propulser.

## Réalités

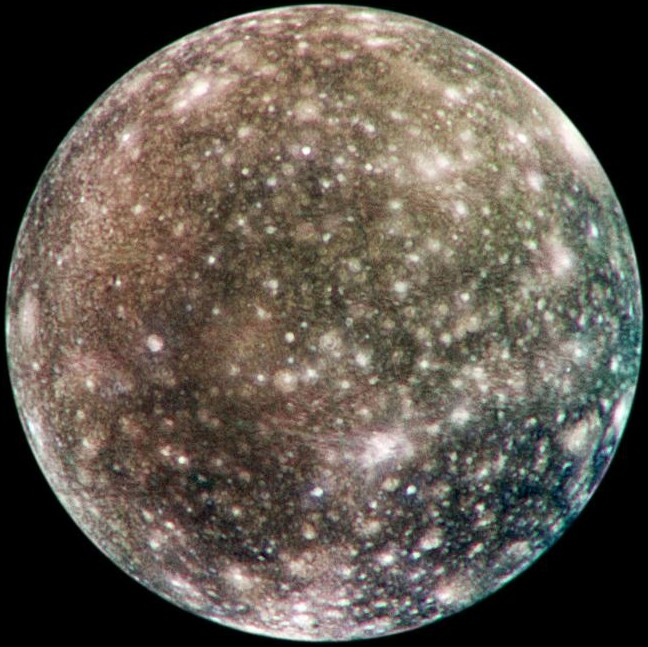
Callisto

Callisto est une des quatre lunes galiléennes de Jupiter, et la troisième plus grande lune du système solaire.
- Température de surface (moyenne) : 134 K ± 11 K
- Vitesse de libération : 2,440 km/s
- Gravité superficielle équatoriale : 1,235  m/s2 (0,126 g)
- Atmosphère :
-Pression à la surface : 7,5 pbar
-Composition : ~4 × 108 cm-3 dioxyde de carbone jusqu'à 2 × 1010 cm-3 oxygène moléculaire (O2)